# Mendel Grossman
Mendel Grossman (Staszów, 25 giugno 1913 – marcia della morte, 30 aprile 1945) è stato un fotografo polacco.
Come per Henryk Ross anche Mendel Grossman fu costretto a vivere e a fotografare nel Ghetto di Łódź. Anche a lui fu imposto di realizzare immagini per i documenti di riconoscimento degli ebrei, dei deceduti e di documentare la bella vita che la gente conduceva nel ghetto. Ma anche lui, come Ross, fotografò segretamente le reali condizioni degli ebrei nel ghetto mettendo a repentaglio la propria vita.

## Biografia
Mordka Mendel Grossman nacque da Szmul Dawid Grossman e Haya, una famiglia ebrea chassidica. Dopo la prima guerra mondiale la sua famiglia si stabilì a Łódź. Da bambino iniziò a disegnare ritratti, più tardi incontrò la fotografia, usando anche vernici all'anilina per colorare le foto. Diventato fotografo professionista si avvicinò al teatro, riprendendo scene, attori e attrici, tra cui l'allora famoso Teatro Habimah in tour, poco prima della guerra, che fece tappa anche a Łódź.
Nel 1939, con l'arrivo dei nazisti che occuparono la città e la creazione del ghetto, anche Grossman e la sua famiglia furono internati. Il Ghetto di Łódź fu creato nell'area più industrializzata ma anche la più malsana, dove non esisteva un sistema fognario e neanche il riscaldamento e dove perfino l'acqua era razionata, 4 chilometri quadrati circondati da filo spinato, sorvegliato dalle SS. Grazie alla sua professione gli fu imposto di fotografare. Il Consiglio ebraico nel Dipartimento di Statistica (Judenrat), autorità sottoposta e controllata dai tedeschi, pensava che se fossero state diffuse immagini dell'impegno degli ebrei nel lavoro, altresì durissimo che li teneva impegnati 12 ore al giorno per fabbricare uniformi e materassi per la Wehrmacht e da clienti tedeschi, sarebbero stati trattati meglio dai nazisti.
Grossman, che fu internato dal 1940 al 1945, riprese la condizione di vita degli ebrei, fotografò le esecuzioni sommarie, i treni super affollati che trasportavano la gente nel campo di sterminio di Chełmno, i bambini nei carri, anche loro destinati nei campi di concentramento come i vecchi, donne che morivano di fame nei marciapiedi. Fu probabilmente l'attenzione alla sua famiglia che fu e resta uno degli aspetti più toccanti: egli li fotografò negli anni di prigionia nel ghetto, i suoi genitori, le due sorelle ed il nipotino Yankush. Grossman li fotografò mentre facevano file interminabili alla distribuzione del cibo, a mangiare sotto le coperte a causa del freddo intenso, li vide morire ad uno ad uno per la fame, il freddo e lo sfinimento.
Alla fine del 1944 il destino dei nazisti era segnato grazie all'avanzata dell'Armata Rossa ed i tedeschi volevano cancellare le testimonianze dei loro crimini, per questo trasferirono quanti più ebrei verso i campi di sterminio, lasciando dietro di loro il meno possibile, bruciando e devastando i ghetti, scritti e fotografie. Grossman, presagendo l'ineluttabile, decise di nascondere i negativi sotto il davanzale della finestra della sua casa, grazie all'aiuto dei suoi amici. Aveva nascosto in barattoli, a loro volta chiusi in una scatola, oltre 10.000 negativi.
Deportato in un campo di lavoro a Königs Wusterhausen, vi rimase fino al 16 aprile 1945. Ormai malato e fortemente denutrito, fu ucciso dai nazisti durante una marcia della morte forzata, ma ancora con la sua macchina fotografica. Aveva 32 anni. Dopo la fine della guerra i negativi furono ritrovati da Fajge, sorella di Mendel, che li portò in Israele, dove furono collocati nel kibbutz Nitzanim. Durante la guerra di indipendenza del 1948 il kibbutz fu conquistato dagli egiziani e i negativi furono distrutti. Grazie alle molte immagini che Grossman aveva dato agli amici è stato possibile ricostruirne la storia.